# Себастьян, Ред
Сеппе Гвидо Ивонн Херреман (нидерл. Seppe Guido Yvonne Herreman, род. 13 мая 1999, Остенде, Фламандский регион) известен как Red Sebastian  — бельгийский певец и автор песен. Представитель Бельгии на «Евровидение-2025» с песней «Strobe Lights».

## Карьера
Родился 13 мая 1999 года в Остенде, Бельгия. В возрасте 14 лет он участвовал во втором сезоне шоу «Belgium’s Got Talent» исполнив песню Кристины Агилеры Ain’t No Other Man и достиг финала.
После окончания школы Сеппе изучал вокал в Королевской академии изящных искусств (KASK) в Генте, где одним из его преподавателей был певец Густаф. С 2019 года он выступает под псевдонимом Red Sebastian, вдохновленным красным крабом Себастьяном из диснеевского фильма «Русалочка».
В 2021 году он выпустил дебютный альбом «You», а в 2024 году стал финалистом шоу Sing Again на канале VTM.
В 2025 году Red Sebastian выиграл национальный отбор Eurosong 2025 с песней Strobe Lights и представил Бельгию на конкурсе «Евровидение-2025» в Базеле, Швейцария.

## Личная жизнь
Сеппе — открытый гей.
В настоящее время проживает в Генте, Бельгия.

## Образ
Себастьян известен своим ярким образом, включая красные волосы, макияж и костюмы, что соответствует его сценическому имени.
Его песня для Евровидения Strobe Lights является данью уважения бельгийской рейв-культуре и отличается энергичным электропоп-звучанием.